# Тестелец, Элеонора Иоанновна
Элеонора Иоанновна Те́стелец (латыш. Eleonora Testeļeca; род. 1937) — латвийская виолончелистка и музыкальный педагог.
Окончила Латвийскую государственную консерваторию им. Я. Витола (1962, класс Эвальда Берзинскиса), затем аспирантуру Ленинградской консерватории у Мстислава Ростроповича. В 1966 г. завоевала третью премию Третьего Международного конкурса имени Чайковского в Москве. Гастролировала во многих республиках СССР и ряде зарубежных стран. Первая исполнительница Виолончельного концерта Ромуальда Калсонса.
На протяжении многих лет преподаёт в Латвийской академии музыки им. Я. Витола, с 1991 г. профессор. Среди её учеников, в частности, Кристина Блаумане, Диана Озолиня, Руслан Виленский. Художественный руководитель Фестиваля виолончелистов имени Ростроповича в Риге (2001), президент Международного конкурса виолончелистов имени Карла Давыдова в Кулдиге (с 2001 г.), участник жюри ряда международных конкурсов (председатель жюри юношеского конкурса Чайковского 2014 года).

## Награды
- Офицер ордена Трёх звёзд (2007)